# El Progreso, Huaquechula
El Progreso är en ort i Mexiko.   Den ligger i kommunen Huaquechula och delstaten Puebla, i den sydöstra delen av landet, 100 km sydost om huvudstaden Mexico City. El Progreso ligger 1 653 meter över havet och antalet invånare är 369.
Terrängen runt El Progreso är platt åt sydost, men åt nordväst är den kuperad. Terrängen runt El Progreso sluttar söderut. Runt El Progreso är det ganska tätbefolkat, med 139 invånare per kvadratkilometer. Närmaste större samhälle är Atlixco, 14,6 km nordost om El Progreso. Omgivningarna runt El Progreso är en mosaik av jordbruksmark och naturlig växtlighet.